# Australopithecus africanus
Australopithecus africanus – gatunek australopiteka znany już od 1924 roku dzięki odkryciu tzw. „Dziecka z Taung” przez Raymonda Darta w Taung (RPA). W 1947 roku, również w RPA, Robert Broom i John T. Robinson odkryli czaszkę o tych samych charakterystykach co znalezisko Darta, którą nazwali „Pani Ples", znaleziskiem tym potwierdzając istnienie australopiteków na południu Afryki.

## Opis

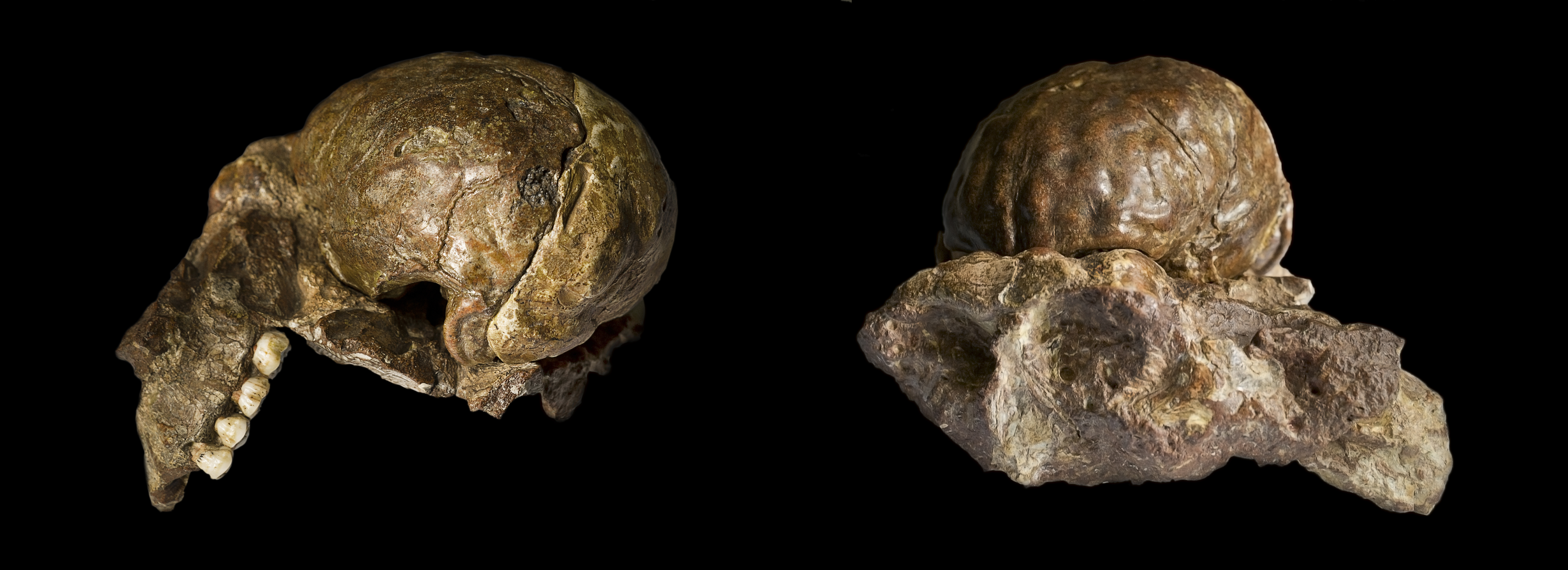
Australopithecus africanus

Osobniki męskie tego gatunku ważyły ok. 41 kilogramów i dorastały do 138 cm, a żeńskie ok. 30 kg i dorastały do ok. 115 cm.
Australopithecus africanus żył przeszło 3 mln lat temu. Być może gatunek ten występował jeszcze 2 mln lat temu. Przedstawiciele tego gatunku poruszali się na dwóch nogach choć prawdopodobnie dwunożność nie była w pełni wykształcona – wskazują na to badania kanałów półkolistych, które u naczelnych badał Fred Spoor. Australopitek ten prawdopodobnie pędził częściowo nadrzewny tryb życia, na co wskazują m.in. odkrycia w Sterkfontein.

## Synonimy
- Plesianthropus transvaalensis[potrzebny przypis]
- Australopithecus prometheus[1]
- Australopithecus transvaalensis[potrzebny przypis]
- Meganthropus africanus[potrzebny przypis]
- Paraustralopithecus aethiopicus[potrzebny przypis]